# Saúl Ñíguez
Saúl Ñíguez Esclápez (ur. 21 listopada 1994 w Elche) – hiszpański piłkarz, występujący na pozycji pomocnika w hiszpańskim klubie Atlético Madryt. W latach 2016–2019 reprezentant Hiszpanii.

## Kariera klubowa
W wieku 14 lat został zawodnikiem akademii Atlético Madryt, choć wcześniej szlifował umiejętności w akademii lokalnego rywala, Realu Madryt. W sezonie 2010/11 zadebiutował w drużynie rezerw Atlético Madryt, na trzecim poziomie rozgrywek. 10 kwietnia 2011 roku strzelił swojego pierwszego gola w seniorskiej karierze.
Latem 2011 roku trenował w okresie przygotowawczym z pierwszą drużyną. 10 lipca dwukrotnie wpisał się na listę strzelców w meczu towarzyskim z CD Arcángel.
8 marca 2012 roku, w wieku 17 lat i 108 dni, zadebiutował w pierwszej kadrze Atleti, gdy wszedł na ostatnie sześć minut meczu Ligi Europy przeciwko Beşiktaşowi JK. 21 kwietnia 2013 roku zadebiutował w La Liga, w meczu z Sevillą.
21 lipca 2013 roku został wypożyczony na cały sezon do Rayo Vallecano. 27 kwietnia 2016 roku strzelił zwycięską bramkę po minięciu kilku rywali w półfinale Ligi Mistrzów z Bayernem Monachium (1-0).

## Życie prywatne
Saúl pochodzi z piłkarskiej rodziny. Jego ojciec, José Antonio, przez wiele lat grał w Elche CF na pozycji napastnika. Jego starsi bracia, Jony i Aarón grają jako pomocnicy, są wychowankami Valencii.

## Sukcesy

### Atlético Madryt
- Mistrzostwo Hiszpanii: 2020/2021
- Puchar Króla: 2012/2013
- Superpuchar Hiszpanii: 2014
- Liga Europy UEFA: 2011/2012, 2017/2018
- Superpuchar Europy UEFA: 2018

### Chelsea
- Klubowe mistrzostwo świata: 2021

### Reprezentacyjne
- Wicemistrzostwo Europy U-21: 2017
- Mistrzostwo Europy U-19: 2012
- Wicemistrzostwo Europy U-17: 2010